# Olivares de Júcar
Olivares de Júcar és un municipi de la província de Cuenca a la comunitat autònoma de Castella-La Manxa.